# Енакиевы
Енакиевы — дворянский род.
Определением Правительствующего Сената 11 мая 1900 года, коллежский асессор Федор Егоров Енакиев, с женой Анной Фёдоровной и детьми: Фёдором, Георгием, Елизаветой и Борисом, признан в потомственном дворянстве, с правом на внесение во вторую часть Дворянской родословной книги, по Всемилостивейше пожалованному отцу его, Егору Васильеву Енакиеву, 21 октября 1839 г., чину прапорщика.

## Описание герба
Щит рассечённый. В правой золотой части чёрный якорь с таковым же анкерштоком и кольцом. В левой лазоревой части на зелёной земле серебряный пеликан с червлёными клювом и глазами, питающий своей грудью двух таковых же птенцов.
Щит увенчан дворянским коронованным шлемом. Нашлемник: пять страусовых перьев: среднее и крайние золотые, а второе и третье — лазоревые. Намёт: лазоревый с золотом.